# Corts de Castelló (1367)
Les Corts de Castelló de 1367, Corts Generals del regne de València, foren convocades per Pere el Cerimoniós, presidides per l'infant Joan, duc de Girona, i celebrades entre el 5 de febrer, i la darrera data coneguda, el 21 de març.
A aquestes Corts assistiren 12 localitats (València, Oriola, Morella, Borriana, Castelló, Morvedre, Cullera, Alacant, Alzira, Ademús, Alpont i Castellfabib; 13 membres de l'Església (els bisbes de València, Tortosa i Sogorb, els abats de Benifassà, Poblet, la Valldigna i Santa Maria del Puig, els capítols de les seus de València, Tortosa i Sogorb, els mestres de Montesa i Calatrava, i el comanador de Montalbán); i 42 membres del braç militar, entre nobles, cavallers i generosos.
En aquestes Corts s'aprova un subsidi, recaptat mitjançant imposts indirectes, amb la gestió controlada pels representants de les Corts, com es veu en el privilegi de 8 de maig de 1368, on el rei confirma als administradors de les imposicions del regne la seva exclusiva jurisdicció.